# 엠벤처투자
엠벤처투자(M Venture)는 대한민국의 벤처캐피털이다. 대표집행임원은 심성보이다. 약 420개의 업체에 누적 6,250억 원 상당의 투자 집행과 회수 경험을 보유하고 있다. 운용 자산은 약 1,600억 원이며 운용하는 펀드는 해외 펀드 6개 포함하여 총 9개이다.

## 역사
1986년 설립된 신영기술금융을 시작으로 하며 1999년에 설립되어 2007년 구 엠벤처투자주식회사와 합병하였다.

## 논란
감사의견을 거절당하며 2024년 3월 19일부터 주식시장에서 매매정지되었다.

## 투자
- 한국금거래소와 한국금거래소디지털에셋의 지분을 인수하였다[2]
- 컴투스
- 웹젠
- GCT세미컨덕터[3]

## 종속기업
ESTABIEN PTE. LTD.

## 참고 문헌
1. ↑  박기영, '의견거절' 엠벤처투자…소액주주 "주총 안건 반대", 딜사이트, 2024.03.26
2. ↑  이기정, 엠벤처투자, 한국금거래소 1500억 베팅한다, 더벨, 2024-11-18
3. ↑  배동주, “펀드레이징은 언감생심” 수앤파트너스, 엠벤처투자 정상화 난항에 대표 교체, 비즈조선, 2024.05.30.